# 해남 미황사 명부전 목조지장보살삼존상 및 시왕상 일괄
해남 미황사 명부전 목조지장보살삼존상 및 시왕상 일괄(海南 美黃寺 冥府殿 木造地藏菩薩三尊像 및 十王像 一括)은 대한민국 전라남도 해남군 미황사 명부전에 있는 조선시대의 불상이다. 2015년 8월 6일 전라남도의 유형문화재 제324호로 지정되었다.

## 지정 사유
조선후기 제작된 지장보살상(본존)을 비롯해 시왕, 판관, 녹사 등 36구의 조각상(명부전 봉안)으로 지장보살상은 광배와 대좌를 갖추고 있는데 화려한 광배와 연화 대좌가 독특하다. 명부전 조각상은 17세기 중엽을 대표할만한 존상이고 보존상태도 양호하다.

## 참고 문헌
- 해남 미황사 명부전 목조 지장보살삼존상 및 시왕상 일괄 - 국가유산청 국가유산포털